# Jihyeon-dong
Jihyeon-dong (koreanska: 지현동) är en stadsdel i staden Chungju i provinsen Norra Chungcheong i den centrala delen av i Sydkorea, 110 km sydost om huvudstaden Seoul.